# طوطی نیوزیلندی
بالاخانواده طوطی‌واران نیوزیلندی (به لاتین: Strigopoidea) دستِ‌کم شامل سه تیره هستند که یکی از آن‌ها امروزه منقرض شده است. تمامی گونه‌های این بالاخانواده گونه‌های بومی نیوزیلند هستند و در هیچ نقطۀ دیگری از جهان پراکندگی ندارند. 
کیا و کاکای نیوزیلند متعلق به تیرۀ Nestor و کاکاپو متعلق به تیرۀ Strigops است و همچنین فسیل‌هایی از برخی گونه‌های منقرض‌شده یافت شده‌اند که از تیرۀ Nelepsittacus هستند.